# Bournemouth Sinfonietta
Le Bournemouth Sinfonietta est un orchestre de chambre britannique créé en 1968 et dissous en 1999.

## Présentation
Le Bournemouth Sinfonietta est fondé en 1968.  
L'orchestre s'est constitué autour d'une trentaine de musiciens qui n'étaient pas membres de l'Orchestre symphonique de Bournemouth. La formation a une activité régionale dans le sud et l'ouest de l'Angleterre et participe entre 1974 et 1987 à la tournée d'automne du Festival de Glyndebourne. 
Le Bournemouth Sinfonietta est dissous en 1999.

## Directeurs musicaux
Comme directeurs musicaux, se sont succédé à la tête de la formation :
- George Hurst (1968-1971)
- Maurice Gendron (1971-1973)
- Kenneth Montgomery (en) (1973-1976)
- Volker Wangenheim (en) (1977-1980)
- Ronald Thomas (1980-1983)
- Norman Del Mar (1983-1985)
- Roger Norrington (1985-1989)
- Tamás Vásáry (1989-1999)

## Créations
Parmi les créations notables de l'orchestre figurent des œuvres de John Adams, HK Gruber (en), Jonathan Harvey, Robin Holloway (Ballad, 1985), David Matthews (Cantiga, op. 45, 1988), Dominic Muldowney (Concerto pour percussion, 1991), Joaquín Rodrigo (Cántico de San Francisco Asis, 1986) et Aulis Sallinen.